# Vivien de Tours
Vivien († 22/24 août 851) est comte de Tours au début du règne de Charles II le Chauve, abbé laïc de Saint-Martin à partir de 844, également abbé laïc de Marmoutier.
En 845, il fit présent au roi de la « Bible de Vivien », manuscrit enluminé réalisé dans le scriptorium de Saint-Martin de Tours.
En mars 849, il capture Charles d'Aquitaine qui se portait avec des partisans au secours de son frère Pépin et l'amène au roi Charles le Chauve, qui en juin le fait tonsurer à Chartres. Il fut tué à la bataille de Jengland opposant les Francs et les Bretons, et son corps abandonné fut dévoré par les loups. Certains ont vu en lui le lointain modèle historique du chevalier Vivien de la Chanson de Guillaume.